# 9968 Серпе
9968 Серпе (1992 JS2, 1977 VT, 1985 SC2, 1988 KR1, 9968 Serpe) — астероїд головного поясу, відкритий 4 травня 1992 року.
Тіссеранів параметр щодо Юпітера — 3,395.